# Cyphanthera miersiana
Cyphanthera miersiana ist eine Pflanzenart aus der Gattung Cyphanthera in der Familie der Nachtschattengewächse (Solanaceae).

## Beschreibung
Cyphanthera miersiana ist ein aufrechter, bis zu 70 cm hoch werdender Strauch. Seine Zweige sind mäßig mit einfachen, drüsigen und nichtdrüsigen Trichomen behaart. Die Laubblätter sind dreieckig-herzförmig, aufsitzend, behaart und 3 bis 4 mm lang und 2 bis 2,5 mm lang.
Die Blüten stehen einzeln oder in zymenförmigen Blütenständen aus nur wenigen Blüten. Die Blütenstiele sind 4,5 bis 7,5 mm lang. Der Kelch erreicht eine Länge von 4 bis 5 mm und ist dicht-drüsig behaart. Die Krone ist 6 bis 10 mm lang, auf der Außenseite nahezu unbehaart. Sie ist weiß gefärbt und mit purpurnen Streifen versehen. Die Kronlappen sind breit eiförmig bis kreisförmig und 2 bis 4 mm lang. Die Staubblätter sind 4 bis 5 mm lang.
Die Frucht ist eine eiförmig-elliptische, zugespitzte Kapsel und wird 4 mm lang.

## Verbreitung und Standorte
Die Art ist ein selten vorkommender Endemit und ist ausschließlich im Wiluna-Gebiet in Western Australia zu finden. Sie wächst dort in Wüstenregionen auf Sanddünen sowie in trockenem Buschland.